# Страшний Григорій Лазарович
Григорій Лазарович Страшний (1905—1942) — астроном Харківської обсерваторії, активний дослідник змінних зір. Жертва Голокосту, розстріляний нацистами в Дробицькому Яру.

## Біографія

### Освіта
Григорій Страшний народився в Полтаві 17 березня 1905 року. Його батько Л. І. Страшний працював лікарем в Хорольському повіті Полтавської губернії. Навчаючись у Миргородській чоловічій гімназії, Григорій брав активну участь в роботі астрономічного гуртка, в якому за допомогою маленького телескопа велись спостереження планет, Місяця і Сонця. Через фінансові труднощі не зміг закінчити гімназію й мусив працювати підручним робітником на миргородському шкірзаводі, а потім діловодом у «Повітздраввідділі».
1922 року поступив на фізико-математичне відділення Харківського інституту народної освіти (нині Харківський національний університет імені В. Н. Каразіна). В студентські роки він щорічно відвідував практичні заняття в Харківській обсерваторії, був постійним слухачем засідань кафедри астрономії і сам представив там доповідь про любительську астрономію в Миргороді. 1925 року Держвидав України у серії світознавства видав науково-популярну брошуру Страшного «Крізь скло на небо». Ще залишаючись студентом, він вже викладав фізику та хімію в Українській військово-підготовчій школі та працював консультантом з фізики на робітничому факультеті Харківського інституту народної освіти. У 1926 році за рекомендаціями М. П. Барабашова та астронома-любителя Л. Л. Андренка вступив до Французького астрономічного товариства. Пізніше став членом і Німецького астрономічного товариства.

### Робота в Харківській обсерваторії
У 1926 році закінчив Харківський інститут народної освіти і поступив в аспірантуру на кафедрі астрономії. Його науковим керівником став Борис Герасимович, з яким він був знайомий ще з років навчання в Миргородській чоловічій гімназії, бо харківські астрономи підтримували звʼязки з миргородським астрономічним гуртком. У лютому 1929 року Страшний був призначений виконувачем обов’язків астронома в Харківській обсерваторії. У лютому 1931 року він закінчив аспірантуру та подав дисертацію на «Визначення абсолютних величин зоряних груп методом вікових паралаксів». Після цього перейшов на посаду наукового робітника, але в квітні 1932 року керівництво перевело його на технічну посаду асистента (обчислювача), хоч він і продовжив виконувати роботу наукового співробітника.
І під час аспірантури, і після неї, Страшний багато викладав фізику й математику: в Харківському робітничому університеті, в Харківському інституті народної освіти, потім в утворених на його основі Харківському механіко-машинобудівному та Харківському фізико-хіміко-математичному інститутах (в двох останніх мав кваліфікацію доцента). 

### Конфлікт з керівництвом обсерваторії
З часом у Страшного стали виникати конфлікти з адміністрацією Харківської обсерваторії, які особливо загострилися, коли у 1933 року його науковий консультант Борис Герасимович поїхав з Харкова, щоб очолити Пулковську обсерваторію. Влітку 1933 через Герасимовича Страшний домігся наукового відрядження до Сімеїзької обсерваторії, всю осінь провів на лікарняних, а на початку 1934 року був у будинку відпочинку з нервовим зривом. Керівництво обсерваторії звинувачувало його в недбалому відношенні до інструментів та винесло догану, бо він, «...втручаючись не в свої справи, безупинною біготнею створював умови, неможливі для нормальної обчислювальної роботи...». 
У березні 1934 року Страшний був звільнений «як такий, що не відповідає своєму призначенню та не має відповідної цінності для обсерваторії». Одночасно зі Страшним з обсерваторії звільнили Парасковію Пархоменко, ще одну колишню аспірантку Герасимовича. Герасимович втрутився в конфлікт, провів переговори з Наркомосом і ректоратом і домігся зміни формулювання: Страшний був звільнений «за власним бажанням». 
В подальшому Страшний працював в різних установах. Іноді йому вдавалося повертатись на роботу в Харківську обсерваторію, але лише на тимчасові позиції, переважно на період відсутності інших працівників. У червні 1936 року разом з іншими харківськими астрономами він їздив в станицю Білореченську на Північний Кавказ для спостереження повного сонячного затемнення, але, оскільки він не був зарахований до складу групи, мусив їхати власним коштом і проводити спостереження лише у власний бінокль.

Меморіальна дошка на Пам'ятнику загиблим астрономам

### Смерть
В 1941 році Страшний залишився в Харкові і потрапив в німецьку окупацію. Він жив в єврейському гетто, утвореному на краю Харкова в бараках верстатобудівного й тракторного заводів. У січні 1942 року разом із іншими мешканцями гетто був страчений нацистами в Дробицькому Яру біля Харкова.

## Наукові результати
Наукові дослідження Страшного були, в першу чергу, присвячені змінним зорям. В аспірантурі він спільно зі своїм науковим керівником Герасимовичем виконав спектрофотометричні дослідження змінних зір Т Дракона, W Лебедя, U Лисички, U Ящірки, X Ящірки і за їх результатами написав свою першу статтю, присвячену хімічно пекулярним зорям. Також в аспірантурі він досліджував яскраву зорю δ Єдинорога та довгоперіодичну цефеїду Т Єдинорога. Після завершення аспірантури він досліджував змінну SU Дракона, зміни яскравості α, δ і RY Волопаса, довгоперіодичні змінні типу Se. Спільно з Барабашовим опублікував статтю про зміну яскравості Нової Орла 1927. Німецький журнал «Astronomischer Jahresbericht» відзначив Страшного серед активних спостерігачів та обчислювачів зір за підсумками досліджень 1932—1933 років.
Також Страшний брав участь в інших спостережних роботах обсерваторії, зокрема, присвяченій об'єктам Сонячної системи. Він спостерігав комету Швассмана—Вахмана, брав участь у фотографуванні повного затемнення Місяця у квітні 1931, спільно з Мстиславом Савроном досліджував сонячну активність, спільно з Володимиром Михайловим брав участь в організації роботи Служби часу обсерваторії.

## Памʼять
- Отто Струве згадує Страшного в своїй книзі «Астрономія ХХ ст.»: «...молодий астроном Г. Л. Страшний, роботи якого відомі західним ученим, був розстріляний німецькою окупаційною владою...».
- 2011 року імʼя Страшного було вписано на меморіальну дошку на Пам'ятнику загиблим астрономам.